# Пенсильванский вокзал
Пенсильванский вокзал (англ. Pennsylvania Station), в обиходе Пенн-стейшн — железнодорожный вокзал в Нью-Йорке, один из самых загруженных в мире, занимает подземный уровень развлекательно-офисного комплекса Пенсильвейния-Плаза на участке Манхэттена, ограниченном Седьмой и Восьмой авеню с востока и запада, 31-й и 33-й улицами с юга и севера. Над вокзалом располагается спортивный комплекс Мэдисон-сквер-гарден. Владелец вокзала — компания Amtrak.

## Описание
Ежедневно вокзал, расположенный в середине Северо-восточного железнодорожного коридора Вашингтон — Бостон, пропускает приблизительно 300 тысяч пассажиров (в час пик — по тысяче за полторы минуты) — более чем в два раза больше, нежели Центральный вокзал Нью-Йорка. По этим цифрам Пенн-стейшн заметно превосходит любой другой вокзал Северной Америки.
Вокзал обслуживается двумя станциями метро, не имеющими перехода между собой: одна из них со стороны Седьмой авеню, а другая со стороны Восьмой. Одним кварталом восточнее, на Шестой авеню, расположен пересадочный узел метро, включающий в себя ещё две станции.

## История

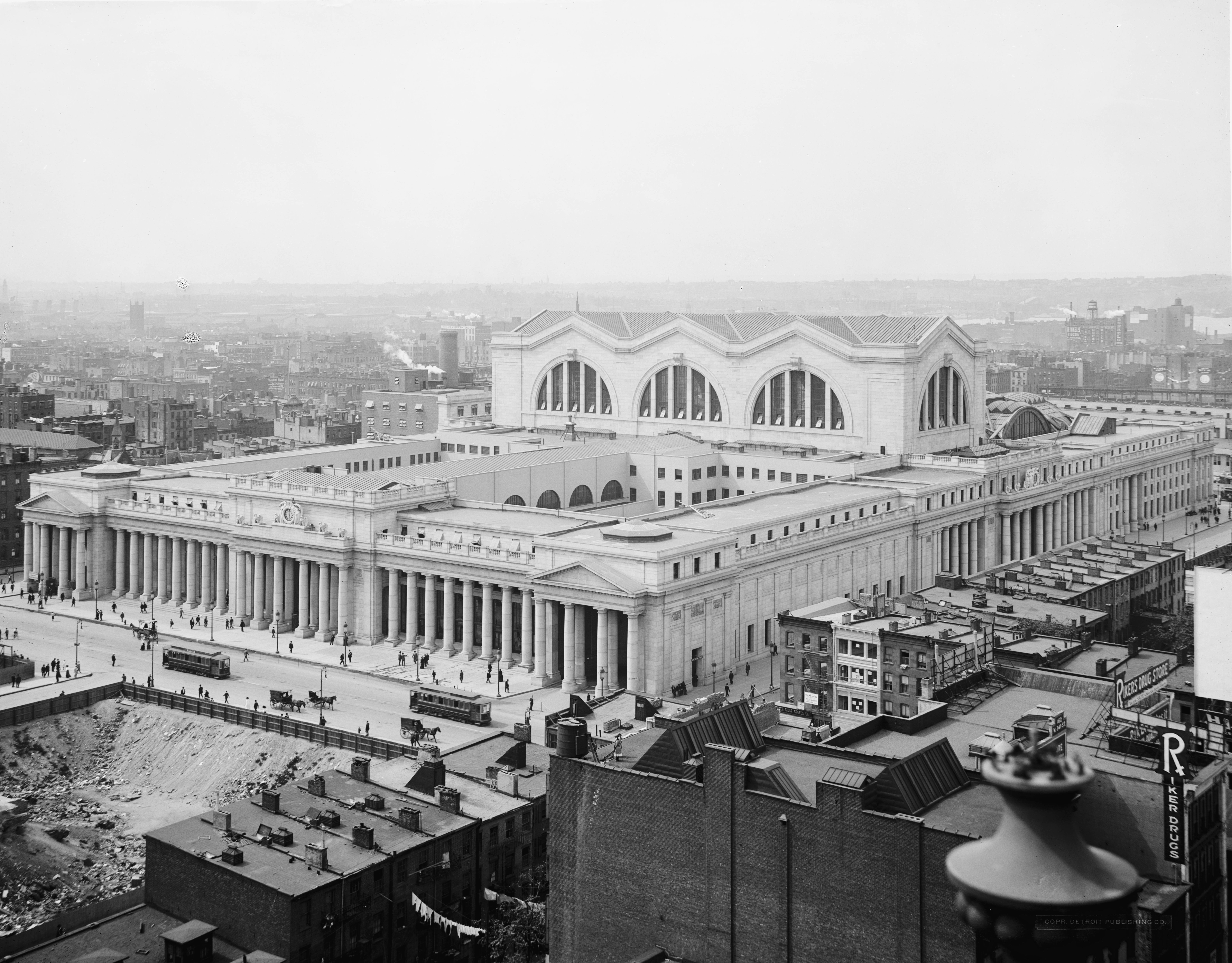
Пенсильванский вокзал в 1911 году

Вокзал был построен в 1905-10 годах Пенсильванской железной дорогой. Это был крупнейший архитектурный комплекс в стиле боз-ар на территории США. Огромные помпезные колоннады из розового гранита окружали зал ожидания, стилизованный под термы Каракаллы. Здание имело несколько ворот, напоминающих Бранденбургские в Берлине. Этот комплекс считался одной из главных достопримечательностей Манхэттена.
В 1963 году вокзал начала века был снесён в сжатые сроки и без предварительного общественного обсуждения, на его месте в 1968 году открыты довольно заурядный офисный центр Two Penn Plaza и четвёртое здание стадиона Мэдисон Сквер Гарден. Этот снос вызвал большой скандал, оставивший заметный след в истории. В Нью-Йорке были созданы общества борцов за сохранение архитектурного наследия, которым удалось предотвратить снос Центрального вокзала. В результате их деятельности восторженное отношение к современной архитектуре в интернациональном стиле в американском обществе сменилось на более настороженное.
Новый вокзал был построен на фундаментах старого и с использованием прежних платформ. Историк Винсент Скалли писал по поводу «железнодорожных катакомб»: «Прежде в город въезжали как боги, теперь вползаем, подобно крысам». В 1990-е годы была проведена модернизация Пенн-стейшн, однако её по-прежнему критикуют за отсутствие внятного архитектурного решения и естественного освещения. 

## Галерея

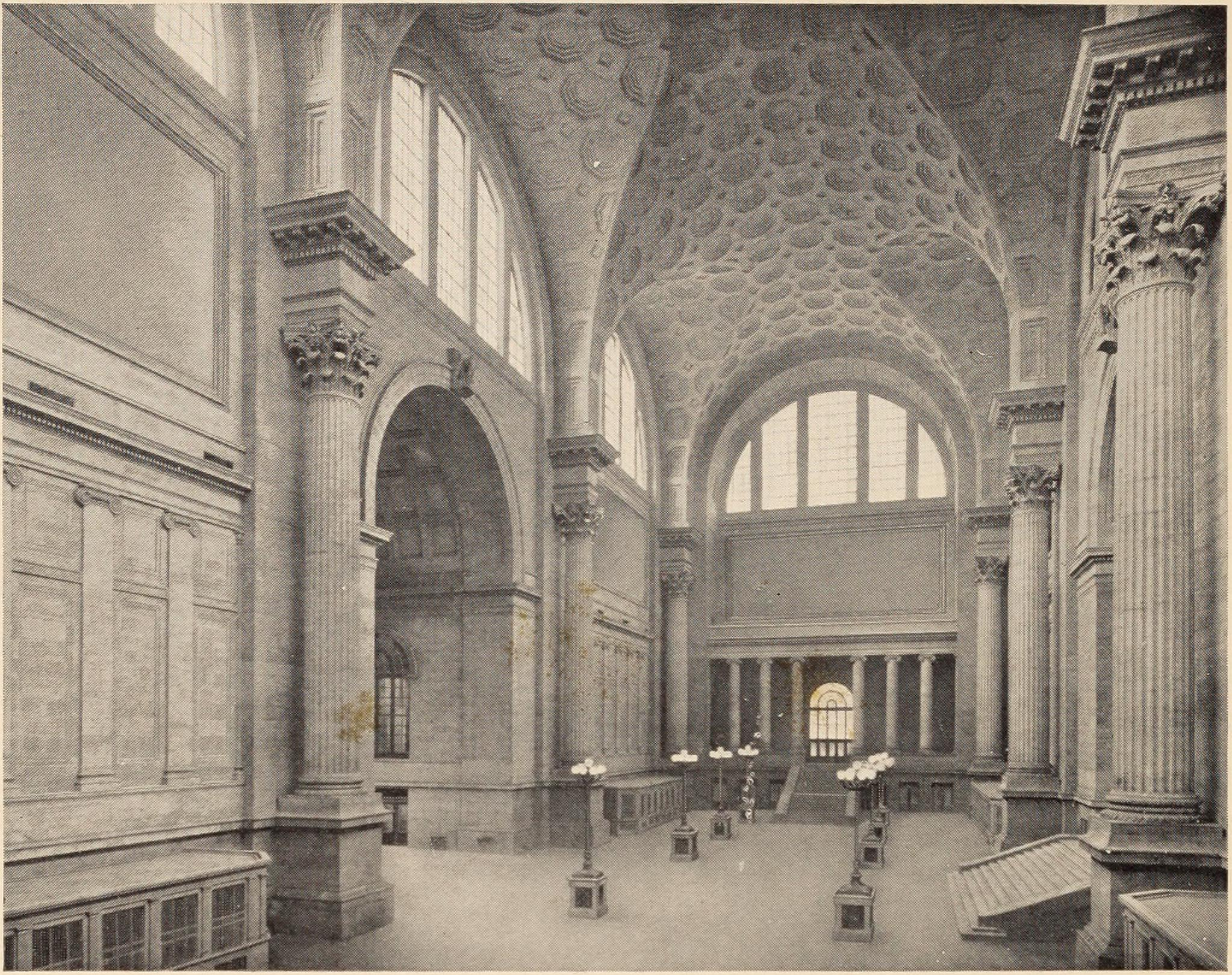
Общий вид главного зала ожидания, 1910-е годы
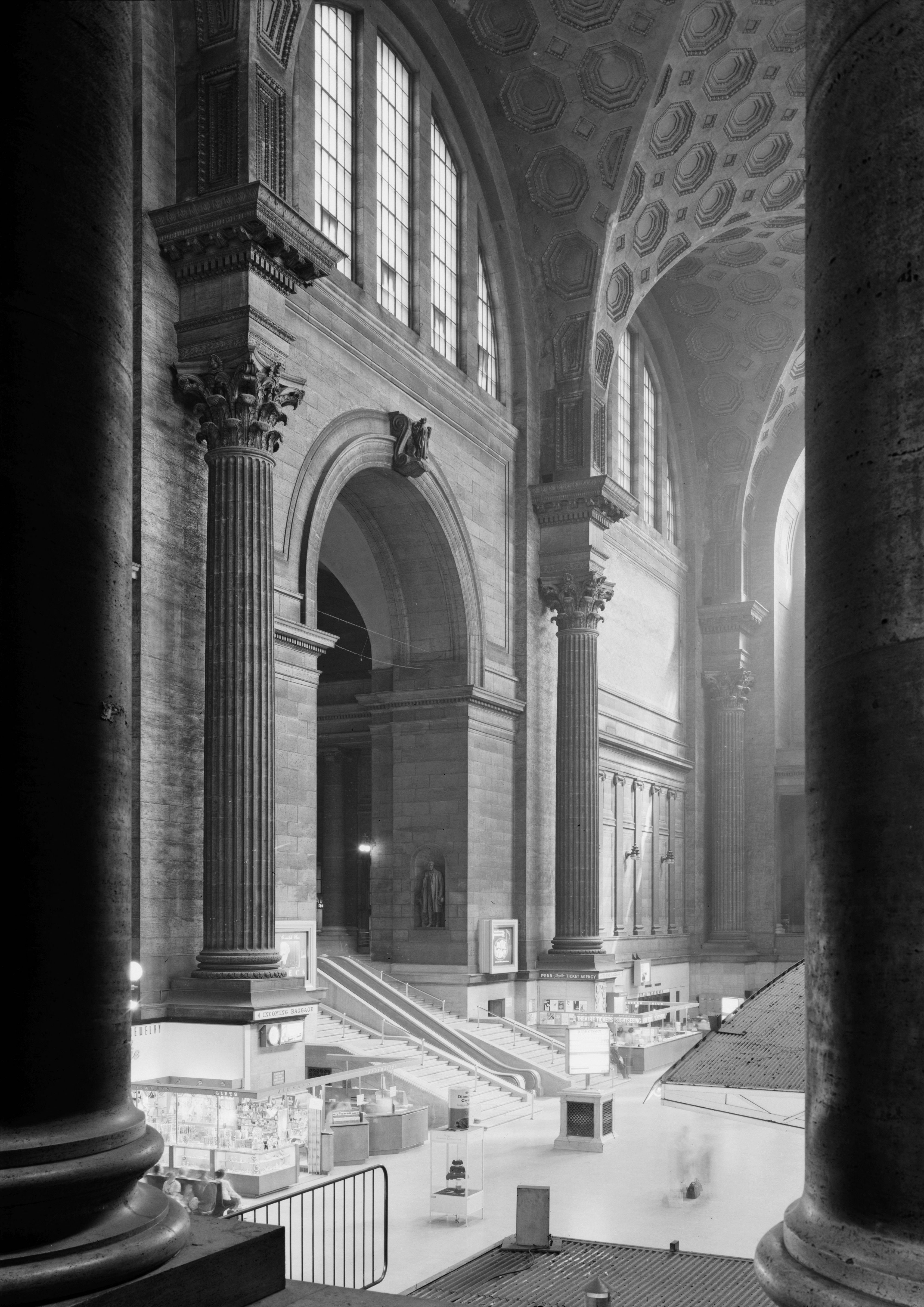
Зал ожидания с северо-запада, 1962 год
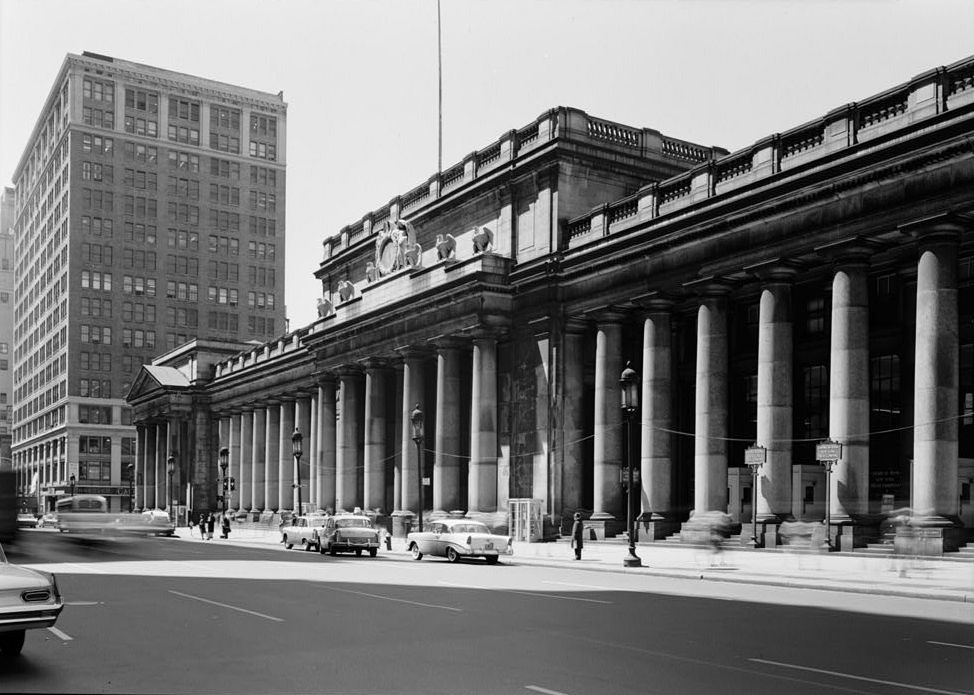
Восточный фасад (7-я авеню), 1962 год